# Prionosciadium
Prionosciadium es un género  de plantas herbáceas perteneciente a la familia de las apiáceas.    Comprende 30 especies descritas y de estas, solo 5 aceptadas. Se distribuyen desde México a Guatemala.

## Descripción
Son hierbas perennes, caulescentes, generalmente ramificadas, glabras o pelosas, con robustas raíces axonomorfas o tubérculos. Hojas basales y alternas u opuestas, pecioladas, pinnadas o ternado-pinnadas a ternado-pinnadas compuestas, los folíolos filiformes a ovados, serrados a pinnadamente divididos o raramente enteros, el raquis frecuentemente alado en los márgenes; pecíolos envainadores. Inflorescencia de umbelas laxas, compuestas, pedunculadas; pedúnculos generalmente numerosos y opuestos o verticilados o pocos y alternos; involucro generalmente ausente; radios escasos a numerosos, patente-ascendentes a divaricados; involucelo de varias bractéolas angostas, enteras, más cortas que los frutos; pedicelos fértiles escasos, patentes. Dientes del cáliz diminutos o ausentes; pétalos espatulados a obovados, con un ápice inflexo más angosto, blancos, amarillos o purpúreos; estilos delgados, el estilopodio ausente. Frutos oblongos a orbiculares u obovados, conspicuamente aplanadso dorsalmente, glabros o hispídulos; carpóforo 2-partido, cada división generalmente someramente bífida en el ápice; costillas 5, las dorsales marcadas y ocasionalmente angostamente aladas, las laterales anchamente delgado-aladas; vitas solitarias a varias en los intervalos, varias en la comisura; cara de las semillas cóncava a involuta.

## Taxonomía
El género fue descrito por Sereno Watson y publicado en  Proceedings of the American Academy of Arts and Sciences 23(2): 275–276. 1888. La especie tipo es:	Prionosciadium madrense S. Watson

## Especies
A continuación se brinda un listado de las especies del género Prionosciadium aceptadas hasta septiembre de 2012, ordenadas alfabéticamente. Para cada una se indica el nombre binomial seguido del autor, abreviado según las convenciones y usos.
- Prionosciadium humile Rose
- Prionosciadium linearifolium (S. Watson) J.M. Coult. & Rose
- Prionosciadium nelsonii J.M. Coult. & Rose
- Prionosciadium thapsoides (DC.) Mathias
- Prionosciadium watsonii J.M. Coult. & Rose